# ダバオ地方

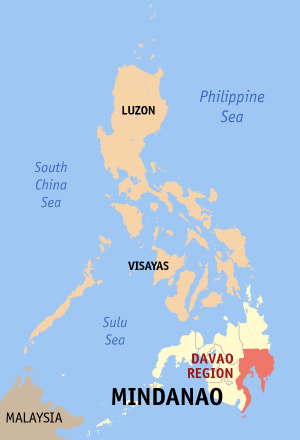

ダバオ地方（ダバオちほう、Davao Region, Region XI）は、フィリピン南部ミンダナオ島南東部の地方である。4つの州で構成されている。中心都市はダバオ市（Davao City）である。
もともとこの地方は、南ミンダナオ地方（Southern Mindanao, Region XI）の一部であったが、2001年9月19日にグロリア・アロヨ大統領の大統領令によってダバオ地方とソクサージェン地方の一部に分けられ、州も再編された。

## 州
- ダバオ・デ・オロ州
- 北ダバオ州
- 南ダバオ州
- 東ダバオ州
- 西ダバオ州

## 関連用語
- 大城孝蔵